# Alvarez (geslacht)

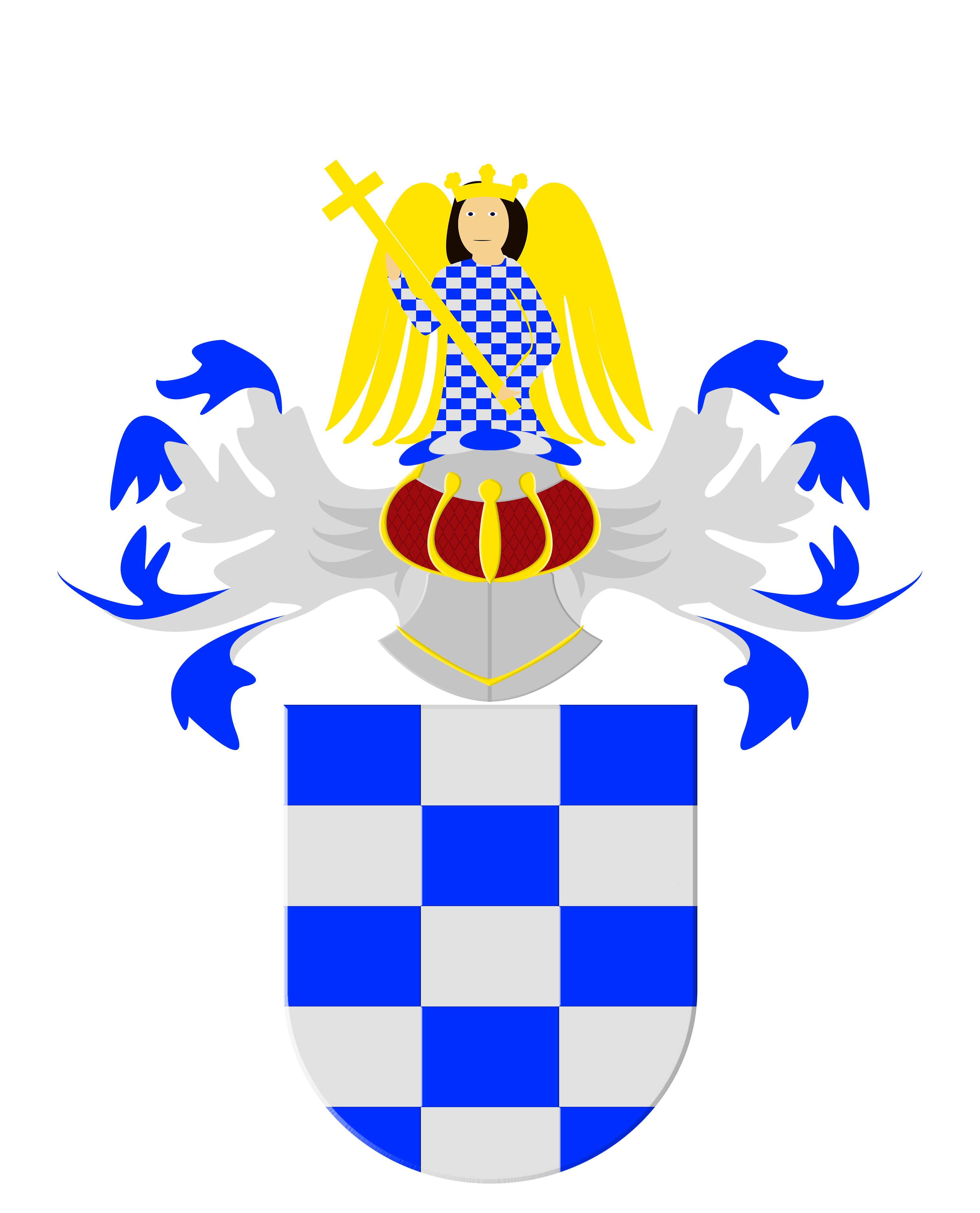
Wapen van Alvarez

Alvarez (voorheen ook Alvarez Hoedemakers of Hoedemakers Alvarez) was een geslacht oorspronkelijk afkomstig uit Spanje en zou te herleiden zijn tot Ferdinand Alvarez de Toledo, hertog van Alba en markies van Coria. Het geslacht Alvarez werd eind 19de eeuw opgenomen in het Stam- en Wapenboek van A.A. Vorsterman van Oijen.        

## Enkele telgen
- Ferdinand Alvarez de Toledo (1507-1582) de derde hertog van Alba en markies van Coria.
  - Don Frederik Alvarez de Toledo, de vierde hertog van Alba. Hij zou met zijn derde vrouw een zoon hebben gekregen. Na haar dood zou hij zijn zoon hebben laten overkomen naar Nederland, waar hij de achternaam ''Alvarez-Hoedemakers'' aannam.  
    - Guilliaem Alvarez-Hoedemakers (1665-1733) griffier te Terneuzen
      - Guilliaem Alvarez (1704-1790) rentmeester van de heerlijkheid Zaamslag, burgemeester van Terneuzen, door koop werd hij Heer van Westdorpe en St. Pietersdamme.
        - Guilliaem Alvarez (1736-1817) president-schepen van Gent, burgemeester van Axel en Terneuzen.
          - Guillamo Cornelis Alvarez (1804-1863) Kapitein-luitenant ter Zee
            - Pieter Willem Alvarez (1840-1887) diplomaat voor koloniale en overzeese handelsbetrekkingen, kreeg geen kinderen en was de laatste mannelijke afstammeling van het geslacht ''Alvarez''